# Rappel pneumatique de soupape
 (janvier 2016).
Si vous disposez d'ouvrages ou d'articles de référence ou si vous connaissez des sites web de qualité traitant du thème abordé ici, merci de compléter l'article en donnant les références utiles à sa vérifiabilité et en les liant à la section « Notes et références ».
Le rappel pneumatique de soupape utilise comme son nom l'indique un gaz en guise de ressort, pour fermer les soupapes d'un moteur à combustion interne. Ce système est introduit en 1986 par Renault sur son moteur de F1 "V6 turbo EF 15" monté sur la Lotus 98T, depuis il a fait des émules sur les moteurs utilisés en compétition moto.

## Concept

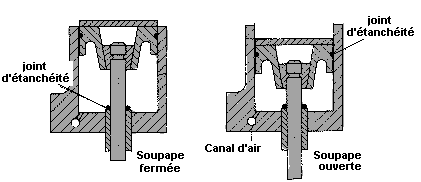
Schéma du système.

Les concepteurs de moteurs à fortiori de compétition sont confrontés pour la commande des soupapes à des paramètres totalement opposés : réduire l'inertie et la résistance offerte par le système, tout en gardant une commande fiable et puissante des dites soupapes.
Les ressorts et assemblages de ressorts ont vite montré leurs limites et leurs inconvénients : fréquence d'utilisation relativement basse et prélèvement de puissance important au moteur. Donc pour augmenter la vitesse de fonctionnement du moteur, il faut utiliser des ressorts plus durs et les combiner pour contourner leurs fréquences de résonance, ces techniques sont aux antipodes du rendement du moteur.
Les ingénieurs de Renault Sport eurent l'idée de remplacer les ressorts de rappel de soupape par un soufflet à gaz comprimé, (comme une pompe à air fermée). Le système comporte un piston, solidaire de la queue de soupape, muni d'un joint d'étanchéité, qui coulisse dans un cylindre solidaire de la culasse. Ce cylindre est traversé par la tige de soupape et est alimenté en azote sous une pression environ 7 bars, avec un clapet anti-retour, afin de compenser les pertes en gaz. L'azote prisonnier dans le cylindre fait office de ressort avec des caractéristiques intéressantes pour cette utilisation (suppression de l'inertie et de la puissance consommée lors de la compression du ressort).
Une réserve d'azote sous haute pression (200 bars), largement suffisante pour la durée d'un grand prix, alimente via un détendeur tous les rappels de soupape du moteur.

## Avantages
- Le système permet des lois de levée de soupapes plus flexibles : levées plus longues, ouverture/fermeture rapides, fréquence de fonctionnement élevée, pas de rebond de soupape à la fermeture.
- Il suffit de faire varier la pression d'alimentation en gaz pour modifier les caractéristiques du rappel des soupapes, alors qu'avec les ressorts, il faut démonter tout le haut moteur pour les remplacer afin de modifier les paramètres.
- Ce système ne comportant aucune pièce mobile, mis à part la tige de soupape, est très fiable; il faut juste assurer son alimentation permanente en gaz sous pression.

## Inconvénients
Il faut impérativement que le système soit sous pression avant le démarrage du moteur et le reste durant tout son fonctionnement, ce qui nécessite :
- Soit une réserve de gaz adaptée à chacun des circuits automobiles (gaz stocké (azote sous haute pression) à recharger très régulièrement) ;
- Soit une réserve plus modeste associée à un compresseur d'air, ce qui sous-entend aussi de n'utiliser que l'air ambiant. Toutefois, l'azote est plus stable car ne dépendant ni de la pression atmosphérique ni du taux d'hygrométrie.